# Métis

Flagge der Métis Nation of Canada

Flagge der Métis Nation of Alberta, früher Flagge der Anglo-Métis oder Countryborn

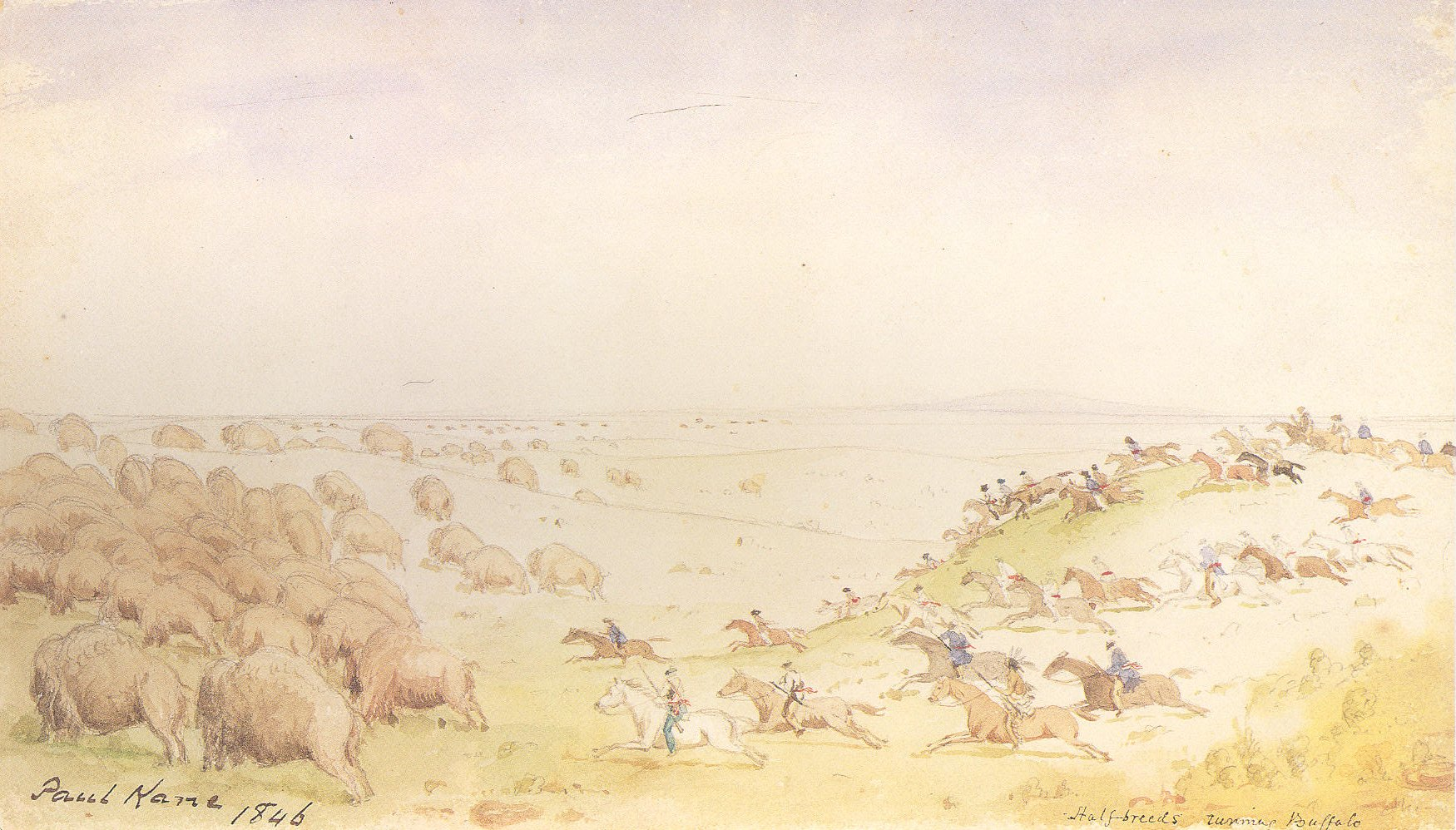
Métis auf Büffeljagd, Skizze des kanadischen Malers Paul Kane aus dem Jahr 1846.

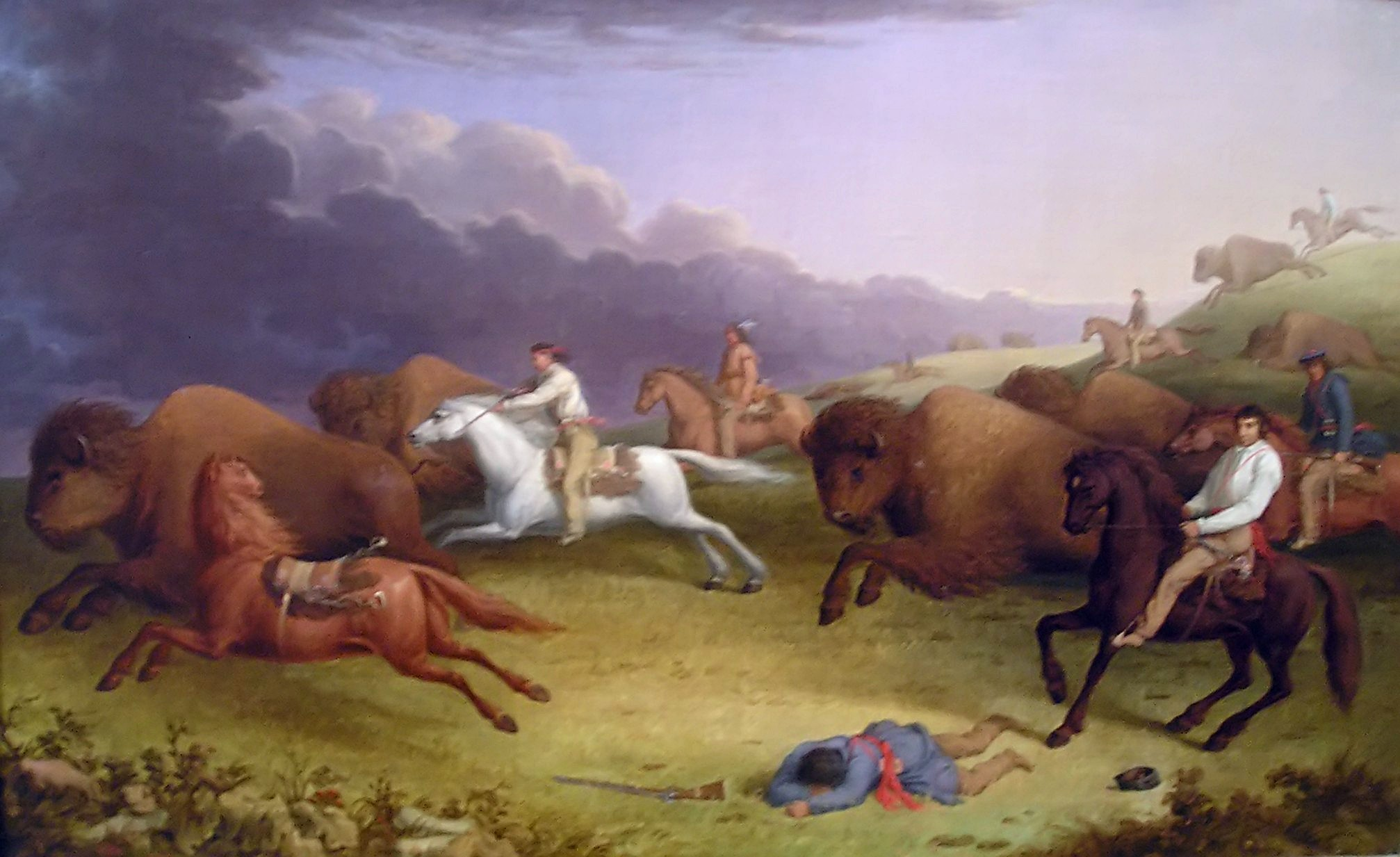
Métis auf Büffeljagd, Ölgemälde von Paul Kane, das nach seinen Skizzen entstand.

Die Métis (sprich: [meˈtis], französisch für Mestizen) sind eine Ethnie in Kanada und Teilen der Vereinigten Staaten wie North Dakota und Montana. Sie sind Nachfahren europäischer Pelzhändler – insbesondere aus Frankreich, England und Schottland – und Frauen indianischer Abstammung. Einst gab es große kulturelle, sprachliche sowie religiöse Unterschiede zwischen Métis französischer Abstammung und solchen englischer oder gälischer Abstammung.
Die Métis francophones, die lange Zeit die größte Gruppe der Métis waren, sind Nachfahren von frankophonen Händlern und Trappern mit Frauen insbesondere der indigenen Völker der Cree, Anishinabe, Saulteaux, Nakota, Ojibwa, Abenaki, Menominee, Mi'kmaq und Maliseet. Nach dem Siebenjährigen Krieg trat Frankreich im Pariser Frieden 1763 Kanada an Großbritannien ab und konnte somit nicht mehr als Schutzmacht der französischen Siedler und deren indianischen Verbündeten sowie der Métis auftreten. 
Daher zogen viele französischstämmige Métis sowie französische Händler, Trapper und Siedler nach Westen in die Rocky Mountains und nach Nordwesten in die Wälder, wo sie Frauen der Chipewyan, Woodland Cree, Dogrib, Yellowknife, Slavey, Gwich'in und Inuvialuit heirateten. Durch diese Verbindungen entwickelte sich eine eigene Sprache, das Michif (auch Cris français, Mitchif genannt), das auf dem sogenannten Métis français (einer Mundart des kanadischen Französisch) und der Cree-Sprache sowie Lehnwörtern aus dem Englischen und weiteren indigenen Sprachen, z. B. Ojibwe (Anishinaabemowin), Assiniboine und Dene, aufbaut.
Die Anglo-Métis (meist als Countryborn bezeichnet) waren im 19. Jahrhundert eine Métis-Gruppe aus Nachfahren von Trappern, Händlern und sogenannten Mountain Men, die meist von den Orkney-Inseln, aus Schottland oder England stammten, sowie deren indianischen Frauen. Oft hatten diese Männer bei mehreren Stämmen, mit denen sie Handel trieben, eine Frau und Kinder. Die Sprache dieser Kinder war meist die ihrer indianischen Mütter, die oft den Cree, Saulteaux, Assiniboine und Stoney angehörten, sowie kanadisches Englisch. Einige ihrer Väter sprachen zudem Gälisch oder Schottisch, was zur Entwicklung des Bungee (auch als Bungie, Bungay und Red River Dialect bezeichnet) führte. Heute sprechen die meisten Métis Englisch; auch Französisch und Michif sind noch in Gebrauch.

## Geschichte
Die heutige Volksgruppe der Métis entstand zwischen dem 17. und dem späten 19. Jahrhundert. Die ersten Métis lebten um 1600 auf der Labrador-Halbinsel; ihre Väter waren europäische (französische, baskische, portugiesische) Fischer. Im Zuge der Westwanderung der französischen Pelzhändler entstanden die Gemeinden der westlichen Métis in Manitoba, später auch in Saskatchewan und Alberta, in Teilen Ontarios und am Mackenzie River, wo sie unter englischen Einfluss gerieten. Während die Hudson Bay Company der englischen Pelzhändler Ehen zwischen den europäischen Trappern und einheimischen Frauen ablehnte, wurden diese von der Compagnie du Nord-Ouest der französischen Jäger und Händler gefördert. Die Métis arbeiteten für beide Gesellschaften erfolgreich als Pfadfinder, Jäger, Fallensteller und Dolmetscher.
International bekannt wurden die Métis durch die Red-River-Rebellion und Louis Riel (1844–1885), der 1869 am Red River, dem heutigen Manitoba, mit dem Comité National des Métis de la Rivière Rouge eine provisorische Provinzregierung bildete und den Eintritt in die kanadische Konföderation anstrebte. Anlass war der Verkauf des Landes durch den vorherigen Besitzer, die Hudson Bay Company, an die kanadische Regierung und die dadurch entstandene Unsicherheit der Landrechte der Métis. 1885 führte Riel die Métis als „Prophet“ in die Nordwest-Rebellion gegen die kanadische Regierung und wurde am 16. November 1885 wegen Hochverrats gehängt. Dies führte zu Spannungen zwischen englischen Kanadiern und französischen, die mit den Métis sympathisierten.
Seit 1982 sind die Métis als indigenes Volk in Kanada anerkannt, seit 1983 vertritt sie in Kanada der Métis National Council/Ralliement national des Métis. Es gibt im Gegensatz zu den First Nations kein Anerkennungsverfahren. Die Gemeinden bestimmen selbst, wer zu ihnen gehört. Ihre Gesamtzahl lag nach den Ergebnissen der Volkszählung von 2006 bei 389.785.

## Politische Organisationen der Métis
- Métis National Council (MNC) (französisch: Ralliement national des Métis), besteht aus fünf Métis-Organisationen auf Provinzebene, die wiederum in mehrere regionale Councils unterteilt sind:
  - Métis Nation British Columbia (MNBC)[3] (vormals: Métis Provincial Council of British Columbia, Abbotsford, BC)
    - Vancouver Island (Region 1)
      - Alberni Clayqout Métis Association (Port Alberni, BC)
      - Cowichan Valley Métis Association (Duncan, BC)
      - Métis Nation of Greater Victoria[4] (Victoria, BC)
      - Mid-Island Métis Nation (Nanaimo, BC)[5]
      - MIKI'SIW Metis Nation[6] (Courtenay, BC)
      - North Island Métis Association (Campbell River, BC)[7]
      - North Saanich Métis Society[8] (Sidney, BC)
      - Powell River Métis Society (Powell River, BC)

    - Lower Mainland (Region 2)
      - Chilliwack Métis Association[9] (Sardis, BC)
      - Fraser Valley Métis Association[10] (Abbotsford, BC)
      - North Fraser Métis Association[11] (Richmond, BC)
      - Nova Métis Heritage Association[12] (Surrey, BC)
      - Vancouver Métis Association[13] (Vancouver, BC)
      - Vancouver Métis Cultural Society[14] (Squamish, BC)
      - Waceya Métis Society[15] (Langley, BC)

    - Thompson/Okanagan (Region 3)[16]
      - Boundary Local Métis Association (Grand Forks, BC)
      - Kelowna Métis Association (Kelowna, BC)
      - Merritt Ashcroft Métis Association (Ashcroft, BC)
      - Salmon Arm Métis Association (Salmon Arm, BC)
      - South Okanagan Similkameen Métis Association[17]
      - Two Rivers Métis Society (Kamloops, BC)
      - Vernon District Métis Association[18] (Vernon, BC)

    - Kootenays (Region 4)
      - Métis Nation Cranbrook & Area Society (Cranbrook, BC)
      - East Local – Elk Valley (Fernie, BC)
      - North Local – Golden Invermere (Radium Hot Springs, BC)
      - South Local – Trail (Trail, BC)

    - North Central (Region 5)
      - Cariboo Chilcotin Métis Association[19] (Williams Lake, BC)
      - New Caledonia Métis Association (Ft. St. James, BC)
      - North Cariboo Métis Association[20] (Quesnel, BC)
      - Prince George Métis Community Association

    - Northwest (Region 6)
      - Tri-River Métis Association (Smithers, BC)
      - Northwest BC Métis Association (Terrace BC)

    - Northeast (Region 7)
      - Fort Nelson Métis Society (Fort Nelson, BC)
      - North East Métis Association (Dawson Creek, BC)
      - Moccasin Flat's Métis Society (Chetwynd, BC)
      - Fort St. John Métis Society (Fort St. John, BC)

  - Métis Nation of Alberta (MNA)[21] (Edmonton, AB, repräsentiert ca. 35.000 Métis)
    - Region 1 (im Nordosten von Alberta, Lac La Biche, AB)
    - Region 2 (in Ost-Zentral-Alberta, Bonnyville, AB)
    - Region 3 (im Süden von Alberta, Calgary, AB)
    - Region 4 (in West-Zentral-Alberta, Edmonton, AB)
    - Region 5 (in Nord-Zentral-Alberta, Slave Lake, AB)
    - Region 6 (im Nordwesten von Alberta, Peace River, AB)

  - Métis Nation – Saskatchewan[22] (Saskatoon, Saskatchewan, repräsentiert ca. 80.000 Métis)
  - Manitoba Métis Federation (MMF)[23]
    - Interlake Metis Association Inc.[24] (St. Laurent, MB)
    - Northwest Metis Council Inc. (Dauphin, MB)
    - Manitoba Metis Federation-Southwest Region Inc.[25] (Brandon, MB, repräsentiert ca. 3.800 Métis)
    - Winnipeg Metis Association Inc. (auch: Manitoba Metis Federation's Winnipeg Region) (Winnipeg, MB)
    - The Pas Region Inc. (The Pas, MB)
    - Thompson Regional Office (Thompson, MB)
    - Southeast Regional Metis Corporation (Grand Marais, MB)

  - Métis Nation of Ontario (MNO)[26] (Ottawa, ON, repräsentiert ca. 15.000 Métis)
    - MNO Atikokan and Area Métis Council (Atikokan, ON)
    - MNO Chapleau Métis Council (Chapleau, ON)[27]
    - MNO Credit River Métis Council (Brampton, ON)[28]
    - MNO Georgian Bay Métis Council (Midland, ON)[29]
    - MNO Greenstone Métis Council (auch: Geraldton & Area Métis Council) (Geraldton, ON)
    - MNO Grand River Métis Council (Fergus, ON)[30]
    - MNO Great Lakes Métis Council (auch: Grey-Bruce Peninsula Metis Council) (Owen Sound, ON)[31]
    - MNO Hamilton-Wentworth  Métis Council (Hamilton, ON)[32]
    - MNO High Land Waters Métis Council (vormals: Seven Rivers Métis Council) (Northbrook, ON)
    - MNO Historic Sault Ste. Marie Métis Council (Sault Ste. Marie, ON)[33]
    - MNO Kenora Métis Council (Kenora, ON)[34]
    - MNO Mattawa Métis Council (Mattawa, ON)
    - MNO Moon River Métis Council (MacTier, ON)[35]
    - MNO Niagara Region Métis Council (Welland, ON)[36]
    - MNO North Bay Métis Council (North Bay, ON)[37]
    - MNO North Channel Métis Council (vormals: Thessalon Council und Bruce Mines / St. Joseph's Island Council) (Thessalon, ON)[38]
    - MNO Northern Lights Métis Council (Cochrane, ON)[39]
    - MNO Northwest Métis Council (Dryden, ON)
    - MNO Oshawa and Durham Métis Council (Oshawa, ON)[40]
    - MNO Ottawa Métis Regional Council (Ottawa, ON)[41]
    - MNO Peterborough and District Wapiti Métis Council[42]
      - Northumberland Métis Council (Roseneath, ON) (einst Teil des Peterborough and District Wapiti Métis Council)

    - MNO Sudbury Métis Council (auch: Conseil de Metis du Sudbury)[43] (Sudbury, ON)
    - MNO Sunset Country Métis Council (Fort Frances, ON)
    - MNO Superior North Shore Métis Council (Terrace Bay, ON)
    - MNO Temiskaming Métis Council (Haileybury, ON)[44]
    - MNO Thunder Bay Métis Council (Thunder Bay, ON)
    - MNO Timmins Métis Council (Timmins, ON)
    - MNO Toronto-York Region Métis Council (Thornhill ON)[45]
    - MNO Windsor-Essex Métis Council (Windsor, ON)[46]

Trotz seines Namens ist der Métis National Council keine nationale Organisation und repräsentiert nicht alle Métis in ganz Kanada, sondern er ist die Dachorganisation der sogenannten Historic Métis Nation oder Red River Métis in Ontario, Manitoba, Saskatchewan, Alberta und British Columbia. Die Mitglieder müssen also Nachfahren der Historic Métis Nation sein, die einst im Historic Métis Nation Homeland (die kanadischen Prärieprovinzen – die Red-River-Kolonie (in Manitoba), Saskatchewan, Alberta – sowie Montana und North Dakota in den Vereinigten Staaten) vor und zur Zeit der Red-River-Rebellion, als die Métis unter Führung von John Bruce (oder Brousse) sowie Louis Riel am 8. Dezember 1869 die Provisorische Regierung der Métis in den Northwest Territories ausriefen. 
Ein weiteres wichtiges Datum für die Entstehung der Métis Nation ist die Schlacht von Seven Oaks im Jahr 1816 während des Pemmikan-Kriegs. Einige Mitglieder des Métis National Council vor allem aus Ontario und British Columbia betrachten diese regionale Definition als zu eng gefasst, da sie die Aufnahme von Mitgliedern aus den Nordwest-Territorien ausschließt.